# Mighty Bomb Jack
Mighty Bomb Jack (マイティボンジャック, Maiti Bon Jakku) é um jogo do Nintendo Entertainment System (NES) de 1986 lançado pela Tecmo, que mais tarde foi portado para o Amiga, Atari ST e Commodore 64. Nas regiões PAL-A, a versão NES foi lançada apenas na Austrália. A versão NES foi lançada no Virtual Console em 7 de maio de 2007 para o Wii, em 6 de dezembro de 2012 para o Nintendo 3DS e em 23 de janeiro de 2014 para o Wii U. Também está disponível para jogar no Nintendo Switch Online a partir de 14 de novembro de 2018, enquanto uma versão em High Game Deviation Value! foi lançada em 17 de julho de 2019. Mighty Bomb Jack é uma sequência do jogo de 1984, Bomb Jack.
Jack, o protagonista do jogo, deve passar por 16 níveis dentro de uma pirâmide para derrotar o demônio Belzebut e resgatar a família real Pamera.

## Jogabilidade
Cada nível é dividido em duas partes; uma zona de ação e uma sala do Palácio Real. A mecânica e o design dos níveis das salas do Palácio Real são retirados diretamente de Bomb Jack. As zonas de ação podem ser divididas em várias partes e conter power-ups geralmente escondidos em baús de tesouro, como sacos de dinheiro, moedas poderosas e bebidas poderosas. Moedas Poderosas permitem que Jack mude de cor; o azul permite que Jack abra baús de tesouro alaranjados, o laranja permite que ele abra qualquer baú do tesouro simplesmente tocando de lado, e o verde transforma todos os inimigos na tela em moedas por cinco segundos. Bebidas poderosas adicionam dez segundos ao cronômetro do jogo. Passagens secretas também podem ser encontradas nas zonas de ação, ativadas ao encontrar uma esfinge em um baú visível ou escondido.
Para evitar que o jogador se torne "ganancioso" demais, o jogo envia automaticamente o jogador para uma Sala de Tortura se ele obtiver mais de 9 Moedas Poderosas ou 99 segundos no cronômetro do jogo. A única maneira de escapar de uma sala de tortura sem perder uma vida é completar uma série de saltos, que são contados na tela. Quando o jogador sai da sala de tortura, Jack perde automaticamente todas as moedas poderosas, o cronômetro é redefinido para sessenta segundos e o jogo recomeça desde o início do nível atual.

## Versão VS. System
Uma versão Nintendo VS. System do jogo foi lançada em 1986 para o mercado japonês (não deve ser confundida com a versão original dedicada ao arcade), com algumas diferenças do original.

## Recepção
O jogo recebeu críticas mistas e negativas, com a GameSpot chamando o jogo de "repetitivo" e "quebrado", enquanto a Eurogamer o chamou de "[meio] inteligente", embora "não exatamente profundo". A IGN chamou a versão do Mighty Bomb Jack para o console virtual do Wii "um candidato ruim para o seu investimento de tempo".
A Nintendo Life criticou as plataformas e o design de níveis do jogo, afirmando que "a dinâmica do jogo é um pouco quebrada" e que "a chave do sucesso é antecipar como os [inimigos] se moverão para passar", porque o comportamento deles é "quase aleatório". Por outro lado, a Nintendo Life elogiou os segredos de Mighty Bomb Jack por ter algum grau de rejogabilidade, bem como senso de humor do jogo.